# Породовибірка

Породовибірка (рос. породовыборка, англ. hand picking, hand preparation, rock picking, нім. Klauben n, Kläubung f, Klaubung f) — технологічна операція вибирання великогрудкової породи на вуглешахтних сортувальнях та фабриках малої потужності. 

## Загальний опис
У рудній практиці називається також рудорозбіркою. Здійснюється вручну або механізованим способом. В практиці вуглезбагачення апробовані механізовані методи породовибірки, основані на відмінностях в електропровідності, оптичних властивостей (кольору та блиску) вугілля і породи, поглинання жорсткого проміння (наприклад, рентгенівського) і т. ін.
Механізація породовибірки здійснюється на шахтах і розрізах з застосуванням сепараторів КНС. Відповідно зі схемою (рис.) гірнича маса надходить на попереднє грохочення по крупності 100 мм на грохоті інерційного типу (напр., ГІТ-71).
Надрешітний продукт (+100 мм) дробиться у молотковій дробарці з розвантажувальною щілиною 80 мм. Після підготовчого грохочення по крупності 13 мм підрешітний продукт (– 13 мм) направляється в бункера відсіву для відвантаження, а надрешітний (+13 мм) — на сепарацію в КНС. Після збагачення (породовибірки) концентрат зневоднюється і подається на відвантаження роздільно або спільно з відсівом, а відходи зневоднюючим елеватором направляються у відвал.
Вихід збагачуваного продукту складає 45 — 65 % від вихідної гірничої маси при зниженні зольності на 20 — 30 %.